# موش دستکاری‌شده ژنتیکی

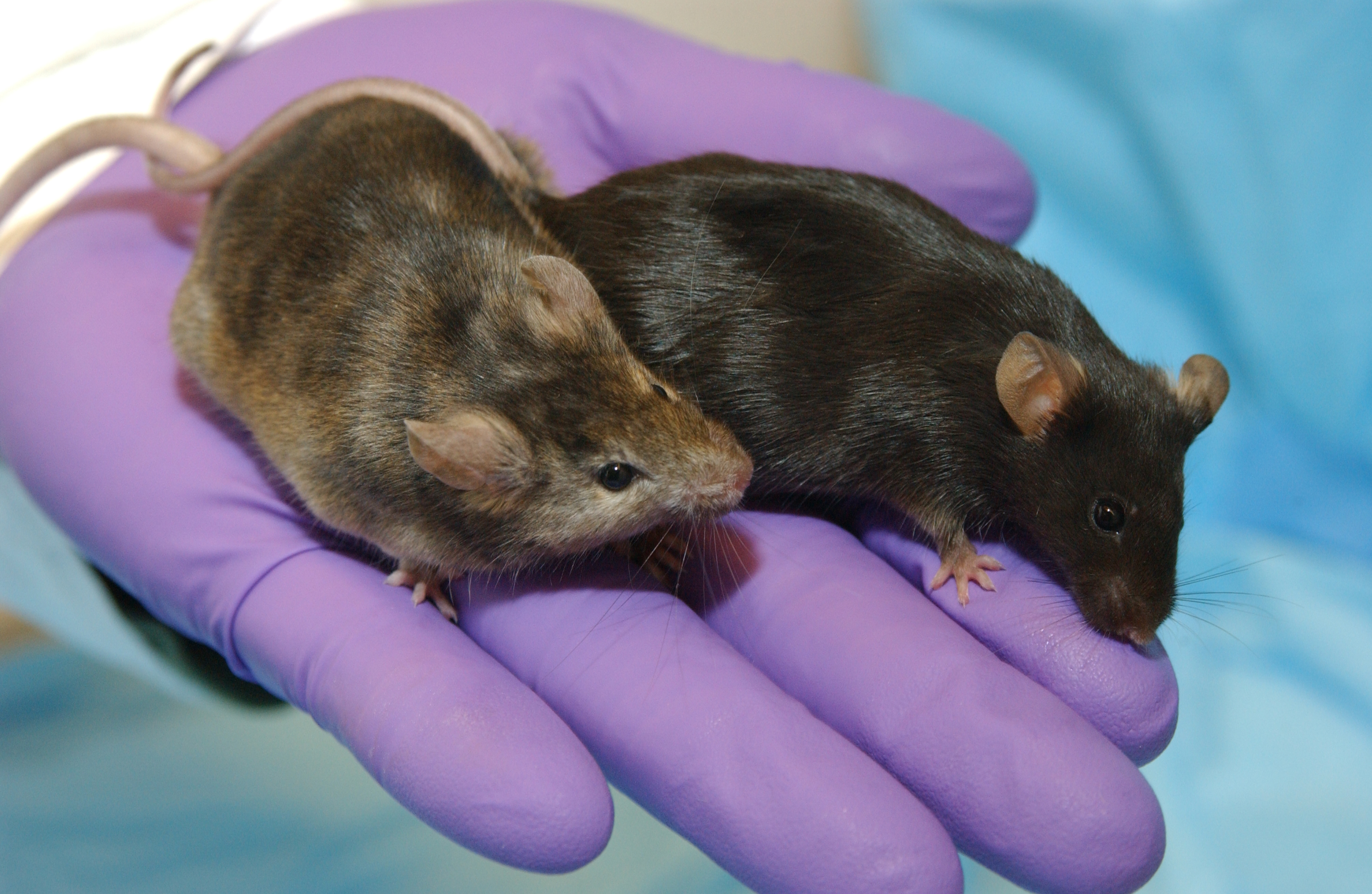
موش دستکاری‌شده ژنتیکی که در آن ژنی که بر رشد مو تأثیر می‌گذارد از بین رفته است (سمت چپ)، در کنار یک موش آزمایشگاهی معمولی نشان داده شده است.

موش دستکاری‌شده ژنتیکی (به انگلیسی: Genetically modified mouse)، موش اصلاح نژادی یا موش مدل مهندسی‌شده ژنتیکی (GEMM) موشی است (Mus musculus) که با استفاده از تکنیک‌های مهندسی ژنتیک، ژنوم آن تغییر یافته است. موش‌های دستکاری‌شده ژنتیکی معمولاً برای تحقیقات یا مدل‌های جانوری برای بیماری‌های انسانی استفاده می‌شوند و همچنین برای پژوهش‌های ژن‌شناسی استفاده می‌شوند. همراه با دیگر پیوندهای برخاسته از بیمار (PDXs), GEMMها رایج‌ترین مدل‌های in vivo در پژوهش سرطان‌شناسی هستند. هر دو رویکرد مکمل هم در نظر گرفته می‌شوند و ممکن است برای خلاصه کردن جنبه‌های مختلف بیماری استفاده شوند. GEMMها همچنین برای توسعه دارو بسیار مورد توجه هستند، زیرا اعتبارسنجی هدف و مطالعه پاسخ، مقاومت، سمیت و فارماکودینامیک را تسهیل می‌کنند.